# Brandon Soo Hoo
Brandon Soo Hoo (Pasadena, 2 novembre 1995) è un attore statunitense.

## Biografia
È di origine cinese, parla il cantonese.
Ha iniziato la sua carriera di attore nel 2006, all'età di 10 anni, quando è apparso nelle pubblicità di Toys "R" Us, Land Rover e ExxonMobil. Negli anni successivi ha avuto piccole parti in televisione come in Sesame Street e What's the Word della Disney Channel. In quello stesso anno ha fatto il suo debutto cinematografico in Tropic Thunder di Ben Stiller, nel ruolo di "Tran", il giovane capo della banda Flaming Dragon, in cui ha vinto uno Young Artist Award.
Nel 2009 ha interpretato il giovane Storm Shadow, nel film G.I. Joe - La nascita dei Cobra, e ottenne di nuovo la candidatura per il Young Artist Award per la sua performance. 
Fu anche il co-protagonista nel film Chico's Kidz, che è stato diretto da Ellen Gittelsohn, tratto dai calchi di Half & Half. 
Ha avuto anche una voce sul ruolo nella premiata serie animata I Griffin. Nel 2010, egli ha avuto il ruolo di guest star nella serie della NBC.
Brandon ha recentemente prenotato un ruolo ricorrente come "cugino Connor" su Nickelodeon, nella serie di successo Supah Ninjas, accanto a Ryan Potter, Carlos Knight, George Takei, e Randall Park. Ha inoltre firmato contratti con un videogioco maker, Yoostar2.
Ha praticato per cinque anni Tae Kwon Do con il Tae Kwon Do American Association (ATA) e ha una cintura nera. Attualmente si sta allenando nella Xtreme martial arts e Wing Chun Kung Fu. Soo Hoo ha anche ricevuto un'istruzione in armi come il Bō, la spada, e il nunchaku.
Nel 2009, Soo Hoo è stato candidato e ha vinto il premio per la migliore interpretazione in un film al Young Artist Awards per il suo ruolo di Tran in Tropic Thunder. Nel 2010, è stato nominato per le miglior prestazioni in un lungometraggio come giovane attore non protagonista al Young Artist Awards per il suo ruolo del giovane Shadow Storm in G.I. Joe - La nascita dei Cobra. Nel 2011, è stato nominato per la miglior interpretazione in una Serie TV come miglior giovane attore al Young Artist Awards per il suo ruolo di Abed's Chang in Community.

## Filmografia parziale

### Cinema
- Tropic Thunder, regia di Ben Stiller (2008)
- G.I. Joe - La nascita dei Cobra (G.I. Joe - Rise of Cobra), regia di Stephen Sommers (2009)
- Ender's Game, regia di Gavin Hood (2013)
- Bedevil - Non installarla (Bedeviled), regia di Abel Vang e Burlee Vang (2016)
- Music, regia di Sia (2021)

### Televisione
- Chico's Kidz (2009)
- Super Ninja
- I Griffin (Family Guy) (2010) (voce)
- Dal tramonto all'alba - La serie (From Dusk till Dawn: The Series) – serie TV, 30 episodi (2014-2016)
- Teen Wolf - serie TV, 1 episodio (2017)
- NCIS: Los Angeles - serie TV, 1 episodio (2020)

## Doppiatori italiani
Nelle versioni in italiano delle opere in cui ha recitato, Brandon Soo Hoo è stato doppiato da:
- Mirko Cannella in Teen Wolf, NCIS: Los Angeles
- Manuel Meli in Tropic Thunder
- Leonardo Caneva in Ender's Game
- Alex Polidori in Bedevil - Non installarla
- Stefano Broccoletti in Dal tramonto all'alba - La serie (1ª voce)
- Matteo Liofredi in Dal tramonto all'alba - La serie (2ª voce)